# Zbůch
Zbůch (německy Zwug) je obec v okrese Plzeň-sever v Plzeňském kraji. Žije v ní přibližně 3 100 obyvatel. V obci je základní škola a mateřská školka. Obcí prochází silnice I/26 z Plzně k hraničnímu přechodu u Folmavy.
Sousedními obcemi sídla jsou Nová Ves, Chotěšov, Dobřany, Úherce a Líně.

## Název
Název obce pravděpodobně pochází ze staročeského výrazu zbóh či zbuoh, což znamená zbůhdarma, zbytečně. Možnost, že název pochází ze zkomoleného hornického pozdravu Zdař Bůh, je podle jazykovědců nepravděpodobná.[zdroj?]

## Historie
První písemná zmínka o obci pochází z roku 1253. Velký rozvoj vesnice způsobilo zahájení těžby černého uhlí na začátku dvacátého století.
V letech 1911–1977 byl na severním okraji vesnice v provozu černouhelný důl Obránců míru (původně Austria jubilejní). Založil jej Západočeský báňský akciový spolek, který zde od roku 1889 provozoval důl Austria I. (těžní jáma), přejmenovaná roku 1918 na Masaryk I. Větrnou jámou dolu byla Austria II., přejmenovaná postupně na Pokrok II. (1918), Masaryk II. a Hermann-Göring-schacht (po roce 1939). Obě jámy dosáhly hloubky 421 metrů a byly zasypány v roce 1965. Areál dolu poté využívaly opravny kolejových vozidel.

## Obyvatelstvo
| Rok            | 1869 | 1880 | 1890 | 1900 | 1910  | 1921  | 1930  | 1950  | 1961  | 1970  | 1980  | 1991  | 2001  | 2011  | 2021  |
| -------------- | ---- | ---- | ---- | ---- | ----- | ----- | ----- | ----- | ----- | ----- | ----- | ----- | ----- | ----- | ----- |
| Počet obyvatel | 347  | 361  | 424  | 473  | 1 382 | 2 248 | 2 441 | 2 180 | 2 537 | 2 330 | 2 171 | 1 829 | 1 864 | 2 257 | 2 724 |
| Počet domů     | 48   | 51   | 56   | 66   | 130   | 174   | 308   | 377   | 368   | 384   | 389   | 415   | 437   | 479   | 598   |

## Obecní správa

### Části obce
- Červený Újezd
- Zbůch

V letech 1960–1971 k obci patřily i Úherce.

### Obecní symboly
Znak a vlajka byly obci uděleny rozhodnutím předsedy Poslanecké sněmovny Parlamentu České republiky dne 13. listopadu 2002.

## Pamětihodnosti
- Kaplička na návsi
- Hornické muzeum

## Rodáci
- František Hertl (1906–1973), hudebník
- Antonín Dvořák (1916–2003), pilot 312. československé stíhací perutě RAF[9]

## Další fotografie

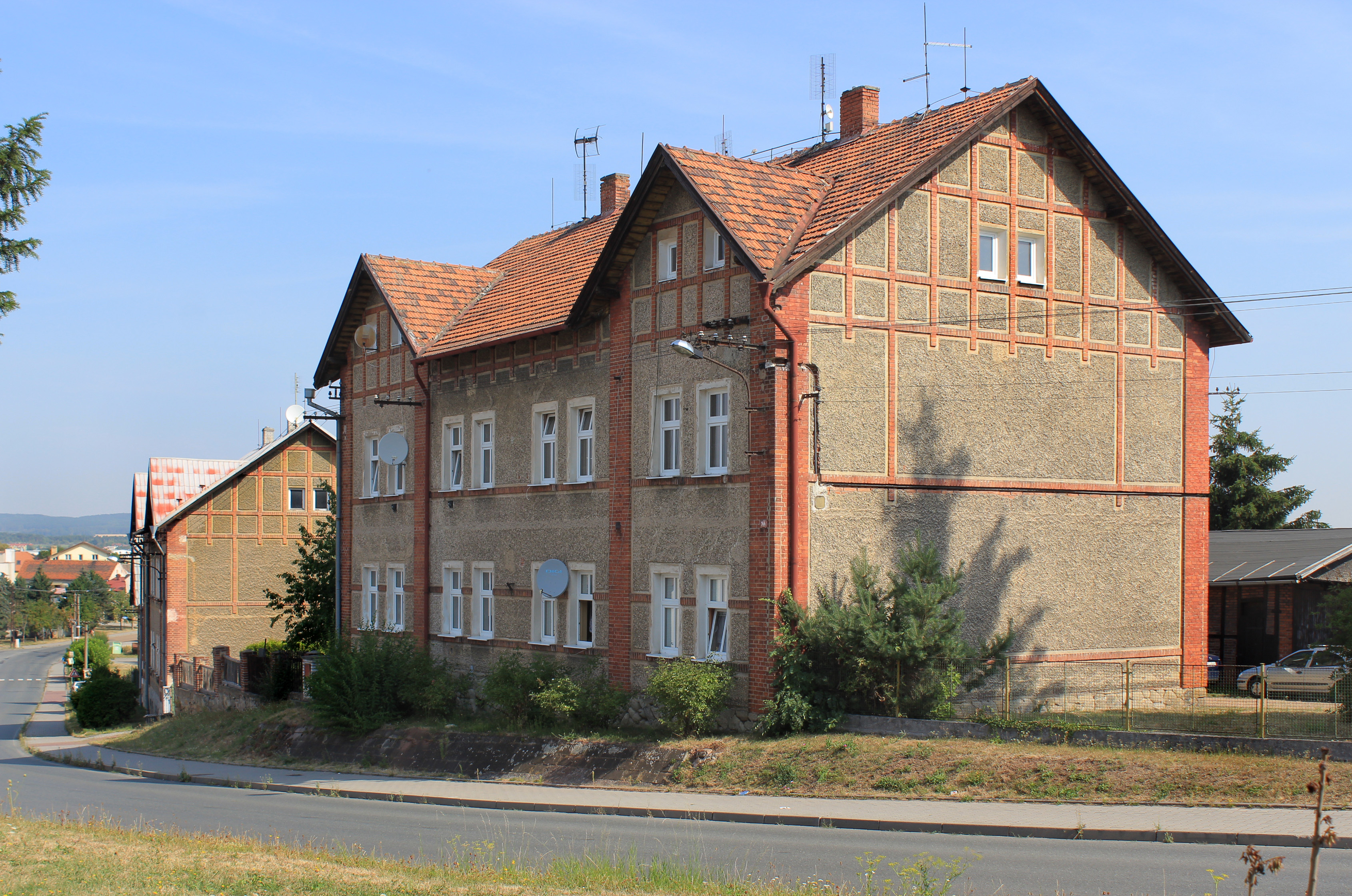
Typické hornické domy
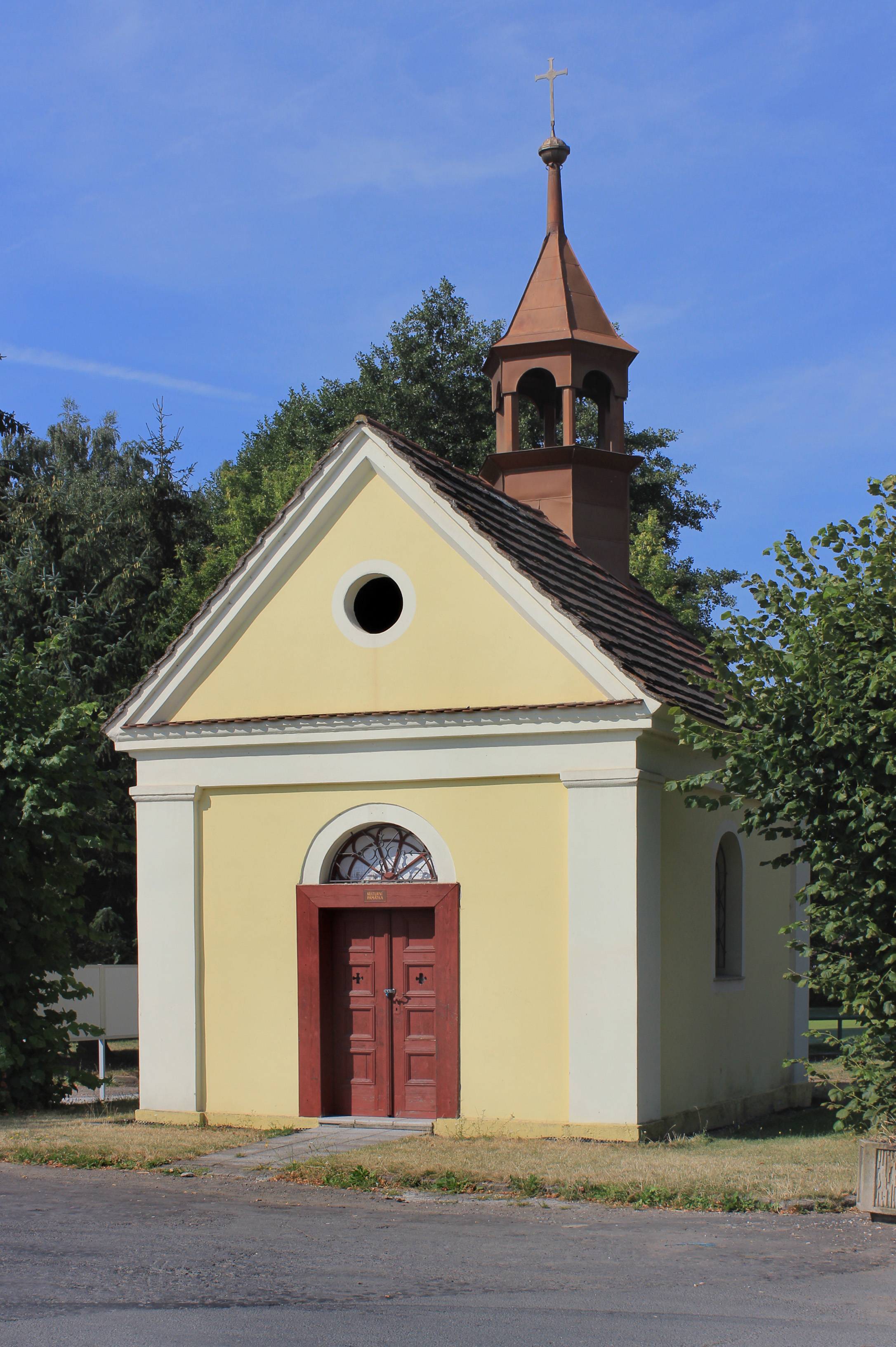
Kaplička na návsi
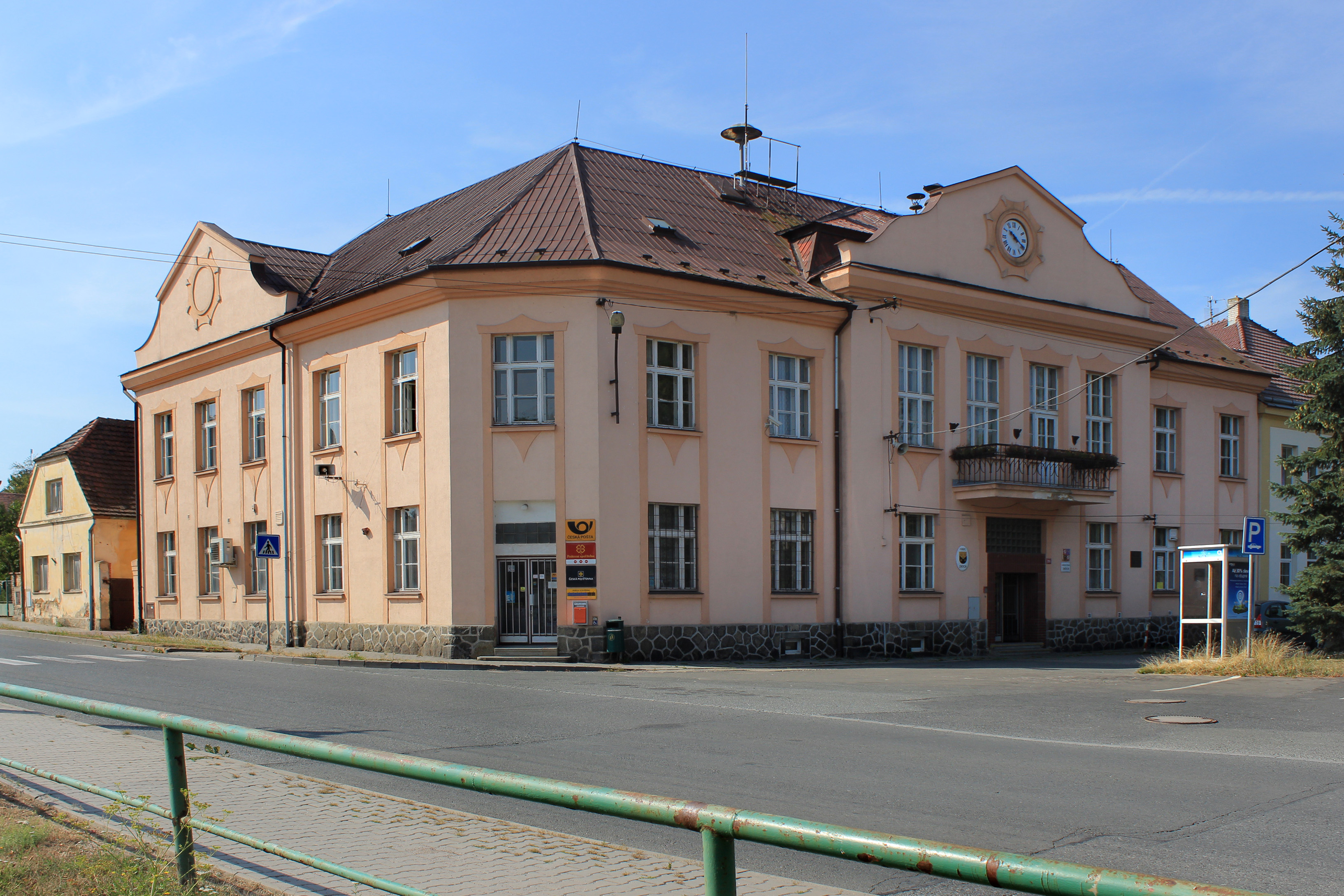
Obecní úřad
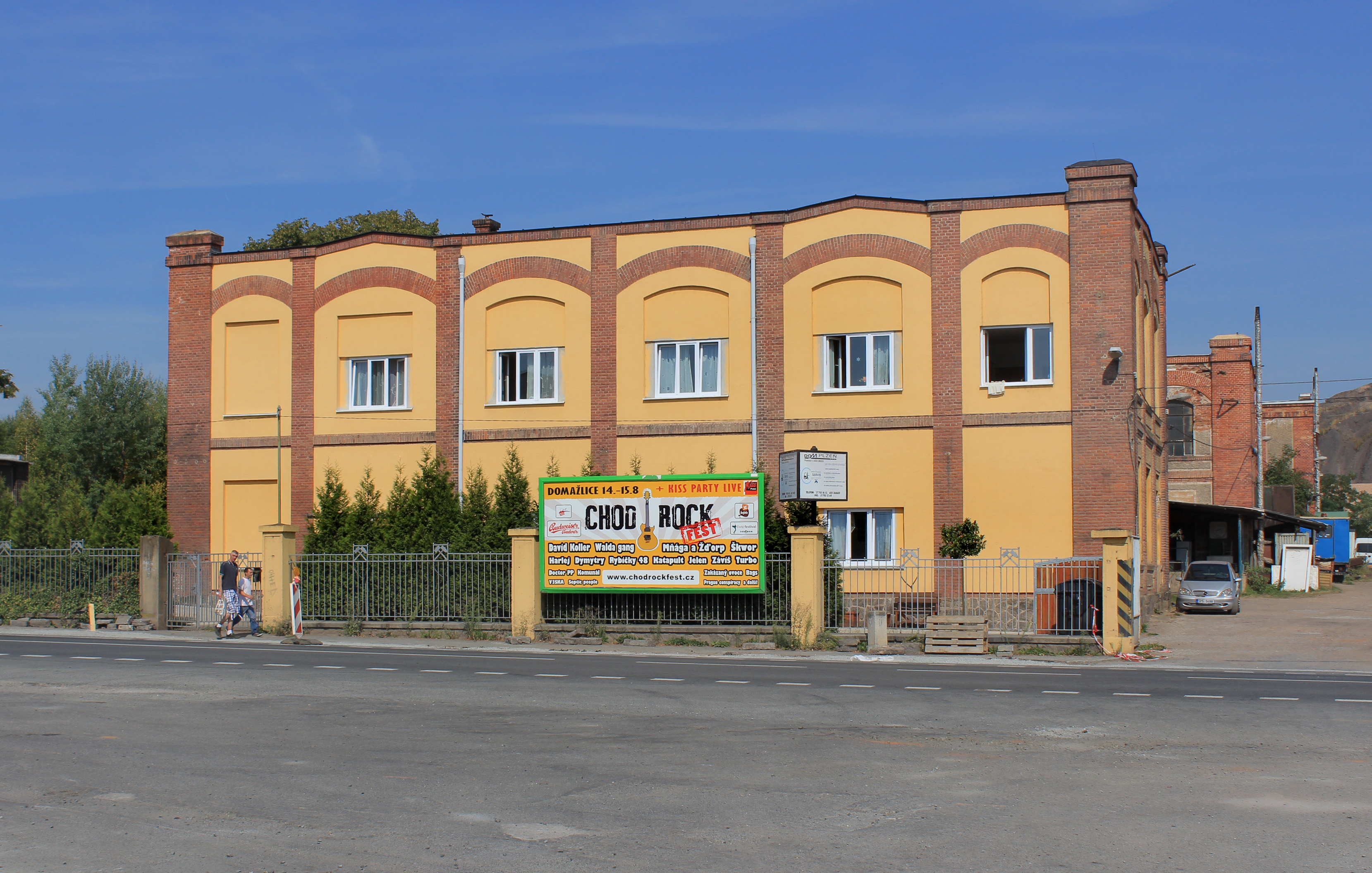
Dům čp. 501 v areálu bývalého dolu Obránců míru